# اعتراضات کشاورزان استان اصفهان
اعتراضات کشاورزان استان اصفهان، به سلسله اعتراض‌هایی که کشاورزان استان اصفهان، مخصوصاً کشاورزان شرق استان (شهرستان ورزنه) به حق آب و شیوه توزیع منابع آبی در مرکز ایران، از چند سال پیش داشته‌اند گفته می‌شود.
این اعتراض‌ها در زمستان سال ۱۳۹۶ شکل جدی‌تری به خود گرفت و به شکل‌های مختلفی هم‌چون نافرمانی مدنی و تظاهرات مسالمت آمیز خود را نشان داده‌است.حقابه داران حوضه زاینده‌رود شامل شهرستان‌های لنجان، مبارکه، فلاورجان، نجف‌آباد و اصفهان هستند. در حالی‌که بعد از دو دهه تونل ۲۳ کیلومتری سوم کوهرنگ به بهره‌برداری نرسیده، دولت وعده تونل ۶۰ کیلومتری بهشت آباد را داد.
از دوشنبه ۱۷ آبان ۱۴۰۰ کشاورزان و مردم اصفهان تا سوم آبان در بستر خشک زاینده رود تجمع کرده و در اعتراض به قطع حق‌آبه و خشک شدن زاینده‌رود شعارهایی سر می‌دادند. در ادامه این اعتراضات، بامداد روز پنجشنبه چهارم آبان ۱۴۰۰، چادرهای آنها توسط نیروی یگان ویژه به آتش کشیده شد. روز جمعه پنجم آذر، با ادامه اعتراضات مردم اصفهان، لباس شخصی‌ها و نیروهای یگان ویژه به معترضان با گاز اشک‌آور و گلوله‌های ساچمه‌ای حمله شلیک کردند که تعدادی از معترضان مجروح شدند. نت‌بلاکس، نهاد رصدکننده ترافیک و امنیت اینترنت جهانی، افت سرعت اینترنت از صبح روز جمعه ۵ آذر در بخش‌هایی از ایران را گزارش و تأیید کرد.

## خط زمانی

### ۱۳۹۱
- در سال ۱۳۹۱ گروهی از کشاورزان شرق اصفهان اقدام به شکستن لوله‌های انتقال آب به استان یزد کردند که منجر به درگیری آن‌ها با نیروی انتظامی و مجروح شدن تعدادی از آن‌ها شد.

### ۱۳۹۵
- کشاورزان در آبان ماه سال ۱۳۹۵ تراکتورهای خود را به نشانه اعتراض در ورودی شهر اصفهان مستقر کردند.[۲۶]

### ۱۳۹۶
- بهمن ۱۳۹۶
- ۹ اسفند۱۳۹۶ تظاهرات در مقابل بخشداری شهر ورزنه اصفهان.
- ۱۷ اسفند ۱۳۹۶
- ۱۸ اسفند ۱۳۹۶، چند صد تا چندهزار (قریب به ده هزار نفر کشاورز و معترض) کشاورز اصفهانی که به بی‌آبی معترض بودند، اقدام به تخریب خط لوله آب زاینده‌رود به یزد کردند که با برخورد نیروهای پلیس مواجه شدند.[۲۷][۲۸]
- ۱۹ اسفند ۱۳۹۶ اعتراض در شهرهای ورزنه، اژیه و اصفهان.
- ۲۰ اسفند ۱۳۹۶
- ۲۱ اسفند ۱۳۹۶
- ۲۲ اسفند ۱۳۹۶
- ۲۳ اسفند ۱۳۹۶
- ۲۴ اسفند ۱۳۹۶ تظاهرات بر روی پل خواجو.
- ۲۵ اسفند ۱۳۹۶، در این روز اعتراض‌ها به نماز جمعه رسید، معترضان قبل از شروع نماز شعار دادند و هنگام سخنرانی امام جمعه یوسف طباطبایی نژاد در خطبه نماز پشت به قبله و امام جمعه کرده و شعار «رو به میهن، پشت به دشمن» سر دادند.[۲۹]
کشاورزان معترض شرق اصفهان شعارهایی علیه حسن روحانی، محمد خاتمی و محمود احمدی‌نژاد، روسای جمهور پیشین بابت انتقال آب زاینده رود و مشکل کم‌آبی سر دادند.[۳۰]
- ۲۶ اسفند ۱۳۹۶،

### ۱۳۹۷
- ۱۱ آبان ۹۷، کشاورزان قهدریجان برای بدست آوردن حقابه شان برای کشت پاییزی دست به تجمع اعتراضی و تحصن زدند.[۳۱] کشاورزان اصفهان که در مسجد تحصن کرده بودند در صحبتهایشان کلیه خائنین به ملت را نفرین کرده و خواستار ریشه کنی آن‌ها شدند.[۳۲]
- ۴ آذر ۹۷، کشاورزان ورزنه اصفهان در اعتراض به بی آبی در کنار خط انتقال آب به یزد اقدام به تجمع اعتراضی کردند و سپس با نیروهای امنیتی که برای سرکوب آنان آمده بودند درگیر شدند، کشاورزان با لودر خط لوله آب به یزد را تخریب کردند. لازم به یادآوری است که مناطق ورزنه، زیار، اژیه، براآن و خوراسگان که مجموعاً ۳۰۰ هزار نفر جمعیت دارند به دلیل خشکسالی کشاورزی شان تعطیل شده و در معرض مشکلات شغلی و معیشتی قرار دارند.[۳۳]
- کشت پاییزه کشاورزان با افزایش خروجی سد انجام شد.[۳۴]
- ۱۸ نماینده مجمع نمایندگان اصفهان به جز ۱ نماینده برای اعتراض ردیف بودجه آب استعفا دادند سپس پس گرفتند.[۳۵][۳۶][۳۷][۳۸][۳۹]

### ۱۳۹۹
- شورای هماهنگی زاینده رود منحل شد کشت تابستان لغو شد.[۴۰][۴۱][۴۲]
- طرح پروژه تأمین و انتقال آب به وسیله خلیج فارس به استان برای جلوگیری کم‌آبی و مصرف صنایع آغاز شد.[۴۳]

### ۱۴۰۰
- - ۲۰ فروردین کشاورزان در بستر زاینده‌رودتجمع کردند.[۴۴]
- ۳ اردیبهشت حجت اله غلامی معاون هماهنگی امور عمرانی استاندار گفت ۴۵۰ میلیارد تومان از سوی صنایع برای پرداخت خسارت کشاورزان اختصاص یافته.[۴۵]
- ۴ اردیبهشت دادستان کل عمومی اصفهان اعتراضات را تهدید به برخورد کرد.[۴۶][۴۷] نماینده مجلس حسین میرزایی گفت طرج جامع در دولت بعدی مطرح می‌شود.[۴۸]
- مدیر کل مدیریت بحران استان گفت اصفهان به ساختن دفتر ثابت حوزه آبریز زاینده رود در شرکت مدیریت منابع آب برای کنترل و نظارت برداشت آب دارد.[۴۹]
- ۱۳ تیر تجمع کشاورزان مورد سرکوب نیروهای امنیتی استانداری اصفهان قرار گرفت.[۵۰]
- ۱۴ تیر
- ۱۶ تیر در اعتراض به ندادن خسارت و عدم تأمین حق آبه و در اعتراض ستاد تنظیم بازار و اداره جهاد کشاورزی به دلیل قطع شدن برق،[۵۱] گران بودن قیمت، عدم تحویل و نبودن خوراک و نهاده دامداران و کشاورزان استان جلو درب استانداری گاو آبستن را سر بریدندو شیرهای خام را روی خیابان ریختند.[۵۲][۵۳][۵۴]
- ۹ مهر کشاورزان تجمع کردند.[۵۵]
- از آبان تعدادی کشاورزان و همچنین پس از پیوستن به آن‌ها مردم راهپیمایی کردند و مقابل شرکت‌های آب منطقه اصفهان، صداسیما اصفهان تجمع نمودند، در رودخانه در شهر چادر زدند[۵۶][۵۷] و تونل انتقال آب یزد را خراب کردند.[۵۸][۵۹]رئیس‌جمهور تازه ابراهیم رئیسی دستور فعال کردن کارگروه احیای زاینده رود را داد و وزیر نیروی تازه را به اصفهان فرستاد.[۶۰]نماینده ولی فقیه استان و نماینده خبرگان رهبر یوسف طباطبایی نژاد سخنرانی کرد[۶۱] امام جمعه ابوالحسن مهدوی درنماز جمعه از ندادن خسارت به کشاورزان نقل کرد.[۶۲][۶۳][۶۴][۶۵][۶۶][۶۷][۶۸][۶۹][۷۰][۷۱][۷۲]
- از دوشنبه ۱۷ آبان جمعی از کشاورزان استان اصفهان در اعتراض به قطع حق‌آبه و خشک شدن زاینده‌رود، در بستر رودخانه زاینده‌رود تجمع کرده‌اند و در ۲۱ آبان، پنجمین روز عده‌ای از مردم اصفهان به آن‌ها پیوستند. آن‌ها شعارهایی مانند: «زاینده‌رود جاری، حق مسلم ماست»، «زاینده‌رود رو پس بدین، به اصفهان نفس بدین»، «حق‌آبه رو می‌گیریم، حتی اگر بمیریم» و «تا آب نیاد تو رودخونه، برنمی‌گردیم تو خونه»، در حمایت از کشاورزان منطقه و در اعتراض به وضعیت آب این استان سر دادند.[۷۳][۷۴][۷۵]
- جمعه ۲۸ آبان تظاهرات گسترده مردم اصفهان در بستر خشک زاینده رود و کنار پل خواجو در دوازدهمین روز این اعتراضات با شعارهای «زاینده‌رود را پس بدین، به اصفهان نفس بدین»، «حق‌آبه را می‌گیریم، حتی اگر بمیریم»، «تا آب نیاد تو رودخونه، برنمی‌گردیم تو خونه» و «برابری، عدالت، این است خواست ملت» ادامه یافت.[۷۶][۷۷]
- پس از تداوم تجمع‌های کشاورزان اصفهان و حمایت مردم این استان از آن، اعتراضات در استان چهارمحال و بختیاری نیز از روز یک‌شنبه آغاز شد. در دومین روز اعتراضات مردم به سوءمدیریت آب استان چهارمحال و بختیاری، دوشنبه یکم آذرماه، در خیابان‌های شهرکرد، دست به تظاهرات زدند. شعارهای سر داده شده در این تظاهرات: «این‌جا چهارمحاله، بردن آب محاله»، «ننگ ما، ننگ ما، صداوسیمای ما» و «وای اگر ایل‌مان برنو به‌دست بگیرد». از دیگر شعارهایی که در راهپیمایی‌های اعتراضی شهرکرد شنیده می‌شد شعار «مرگ بر مافیا» بود.[۷۸][۷۹]
- در ادامه اعتراضات کشاورزان و مردم اصفهان نسبت به خشک شدن آب زاینده رود، بنابر گزارش رسانه‌ها، بامداد روز پنج‌شنبه، چهارم آذرماه، چادرهای معترضان و کشاورزان در محل بستر خشک زاینده‌رود، توسط نیروی یگان ویژه مورد حمله قرار گرفته و آتش زده شده‌است.[۸۰]
- روز جمعه ۵ آذر که اعتراضات مردم اصفهان ادامه پیدا کرد، یگان‌های ویژه نیروی انتظامی و لباس شخصی‌ها در منطقه پل خواجو در بستر زاینده‌رود به معترضان حمله کردند و با گاز اشک‌آور و گلوله‌های ساچمه‌ای به آنها شلیک نموده، که باعث زخمی شدن تعدادی از معترضان گردید. معترضان شعار می‌دادند «مرگ بر دیکتاتور»، «اصفهانی باغیرت، حمایت، حمایت» و «هموطن به‌پاخیز، ایران شده فلسطین» و «تا آب نیاد تو رودخونه، برنمی‌گردیم به خونه» و در مقابل یورش وحشیانه نیروی ویژه مردم با پرتاب سنگ و شعار «بی‌شرف» به آنها پاسخ می‌دادند.[۸۱][۸۲]
- روز جمعه پنجم آذر، در پی مداخله نیروهای امنیتی به تجمع اعتراضی مردم اصفهان، این تجمع با شلیک مستقیم به سمت مردم توسط نیروهای امنیتی به خشونت کشیده شد و از بستر خشک زاینده‌رود به سایر خیابان‌های شهر اصفهان کشیده شده و تا ساعاتی از شب ادامه پیدا کرد. بنابر انتشار عکس‌ها و کلیپ‌های مختلف منتشر شده توسط رسانه‌ها، شهروندان در این تجمع شبانه شعار مرگ بر خامنه‌ای سر دادند. از طرف دیگر، در اعتراضات روز جمعه در اصفهان بیش از ۱۲۰ نفر بازداشت و به زندان دستگرد منتقل شده‌اند. سازمان حقوق بشرایران، از انتقال سه تن از معترضین به بخش «بهداری و سردخانه» زندان خبر داده که احتمال می‌رود «کشته شده» باشند. حضور زنان در اعتراض‌ها چشمگیر بوده و تصاویر مختلفی از مقابله آنان با نیروهای انتظامی و امنیتی منتشر شده‌است.[۸۳][۸۴][۸۵][۸۶][۸۷]
- بنا بر گزارش‌های مطبوعات و رسانه‌ها، به دنبال اعتراضات مردم اصفهان، اینترنت در دیگر شهرها و مراکز استان‌ها از جمله اهواز و شهرکرد نیز مختل یا قطع شده‌است. بنابرگزارش نت‌بلاکس، نهاد رصدکننده ترافیک و امنیت اینترنت جهانی، افت سرعت اینترنت از صبح روز جمعه ۵ آذر در بخش‌هایی از ایران وجود داشته و این اختلال همچنان ادامه دارد.[۸۸]2021 isfahan november protest2021 isfahan people demonstration

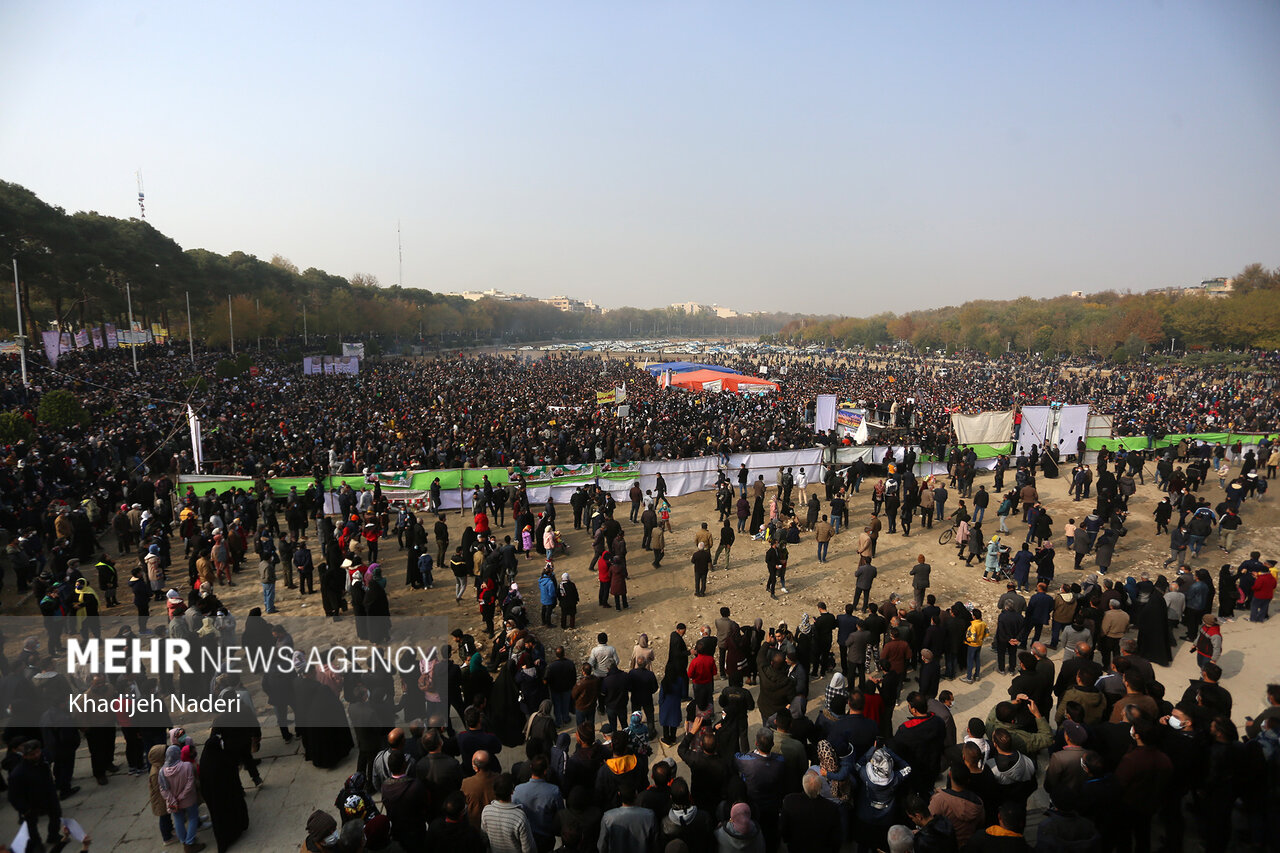
2021 isfahan november protest

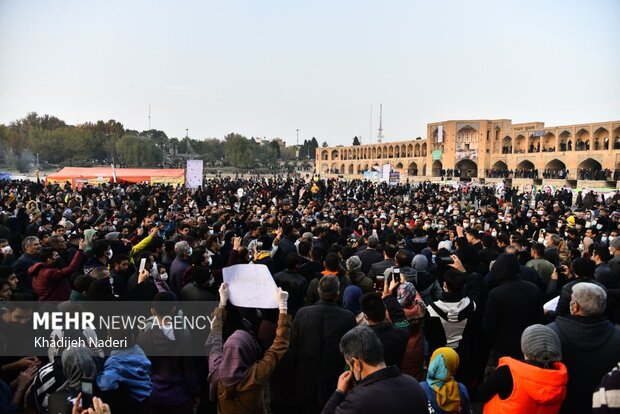
2021 isfahan people demonstration

## شکل اعتراض‌ها
- نافرمانی مدنی و تظاهرات و تجمع و بست نشینی

## شعارها
- وقتی که آب نداریم مسئول نیاز نداریم گاو را به جاش می‌ذاریم[۸۹]
- دشمن ما همینجاست، الکی میگن آمریکاست[۹۰]
- فولاد اگه آب میخواد، کشاورز هم نون میخواد.
- مسئول اگه ندارید، برید قبرس بیارید.
- یگان ویژه حیا کن، ورزنه را رها کن.
- شرق اصفهان یمن شده، کویر یزد چمن شده.
- عزا عزاست امروز، روز عزاست امروز، زندگی کشاورز روی هواست امروز.
- صدا و سیمای ما، ننگ ما ننگ ما.
- روحانی دروغگو، زاینده‌رود ما کو؟
- رو به میهن، پشت به دشمن.
- کشاورز می‌میرد، صدقه نمی‌پذیرد.
- مرگ بر مسئولین بی غیرت.[۹۱]
- تا آب نیاد تو رودخونه، برنمی گردیم به خونه.
- تکلیف آب روشن شه، نماز جمعه شروع شه. (قبل از نماز جمعه ۲۵ اسفند ۹۶)
- حق‌آبه مونو بردند، بیست ساله رودخونه رو، آبشو به غارت بردند.[۹۲]
- زاینده‌رود جاری، حق مسلم ماست.
- معترضان اصفهانی داد بزن، حقتو فریاد بزن.
- «مرگ بر دیکتاتور»
- «اصفهانی باغیرت، حمایت، حمایت»
- «هموطن به‌پاخیز، ایران شده فلسطین»[۹۳][۹۴]
- «این همه لشکر آمده، به جنگ رهبر آمده»
- «مرگ بر خامنه‌ای»[۹۵]
- «نترسید! نترسید! ما همه با هم هستیم»[۹۶]
- زاینده رود جاری حق هر اصفهانی
- فرونشست زمین مشکل این سرزمین
- رضاشاه روحت شاد

## پیامدها
زمین‌های کشاورزی شرق اصفهان که کشت غالب آن‌ها گندم، جو و یونجه بوده، به محلی به عنوان منشأ ریزگردها تبدیل شده‌اند.
به گفته مقام‌های خانه کشاورز استان اصفهان: وضعیت زندگی نزدیک به یک میلیون کشاورز ساکن استان اصفهان که بیشتر آن‌ها در مناطق شرقی زندگی می‌کنند، در سال‌های اخیر به علت فقدان آب، دچار بحران شده‌است.
۱۳۹۷ امام جمعه موقت گفت کسانی که آب را بهانه کرده بودند فتنه گرند.
-شهریور ۱۴۰۰ به نقل از یک کشاورزی در یک مصاحبه از او ایلنا نوشته «وضعیت معیشتی کشاورزان به هیچ وجه مساعد نیست، بسیاری نمی‌توانند یک تکه نان تهیه کنند.»
به گزارش ایرنا کشاورزان ۶۵٪ درصد کمتر از سال قبلی گندم کشت کرده‌اند. استانداری اعلام کرد کشاورزان حقی از سهم ۲۰۰ میلیون متر مکعب انتقال خلیج فارس(آب شیرین کن) ندارند.

## واکنش‌ها
- پمپئو در توییت خود نوشت: «یک سال پیش، رژیم ایران بیش از هزار و پانصد معترض را کشت. امروز در اصفهان، لات‌های خامنه‌ای یک بار دیگر ایرانیان را به جرم تشنه بودن با قساوت تمام با تیر زدند. برای تشویق مردم ایران: آمریکایی‌ها با شما هستند.»[۱۰۳]
- روز شنبه ۲۷ نوامبر ند پرایس، سخنگوی وزارت خارجه آمریکا، ضمن ابراز «نگرانی شدید بابت سرکوب خشونت‌آمیز معترضان مسالمت‌جو در اصفهان» نوشت: «مردم ایران حق دارند ناامیدی‌شان را بیان کنند و دولت‌شان را پاسخگو بدانند.»[۱۰۴][۱۰۵][۱۰۶][۱۰۷]

## پروژه برنامه مدیریت زاینده رود
شرکت سهامی آب منطقه ای اصفهان و دو شرکت آلمانی مسئول برنامه‌ریزی آب حوزه زاینده رود هستند.